# Calanthemis conradti
Calanthemis conradti är en skalbaggsart som först beskrevs av Hermann Julius Kolbe 1893.  Calanthemis conradti ingår i släktet Calanthemis och familjen långhorningar. Inga underarter finns listade.